# Saint-Remy (Blegny)
 (juin 2020).
Si vous disposez d'ouvrages ou d'articles de référence ou si vous connaissez des sites web de qualité traitant du thème abordé ici, merci de compléter l'article en donnant les références utiles à sa vérifiabilité et en les liant à la section « Notes et références ».
Pour les articles homonymes, voir Saint-Remy.
Saint-Remy (en wallon : Sint-Rmey) est une section de la commune belge de Blegny située en Région wallonne dans la province de Liège.
C'était une commune à part entière avant la fusion des communes de 1977.
Sous l'Ancien Régime, cette commune faisait partie du comté de Dalhem. La partie située à l'ouest du ruisseau du Bolland relevait du ban de Cheratte, tandis que l'autre partie, située à l'est du Bolland, ainsi que le hameau de la Supexhe relevaient de la terre ecclésiastique de Housse, elle-même dépendante de l'abbaye du Val-Dieu.

## Démographie
- Sources : INS, Rem. : 1831 jusqu'en 1970 = recensements, 1976 = nombre d'habitants au 31 décembre.

## Patrimoine et culture

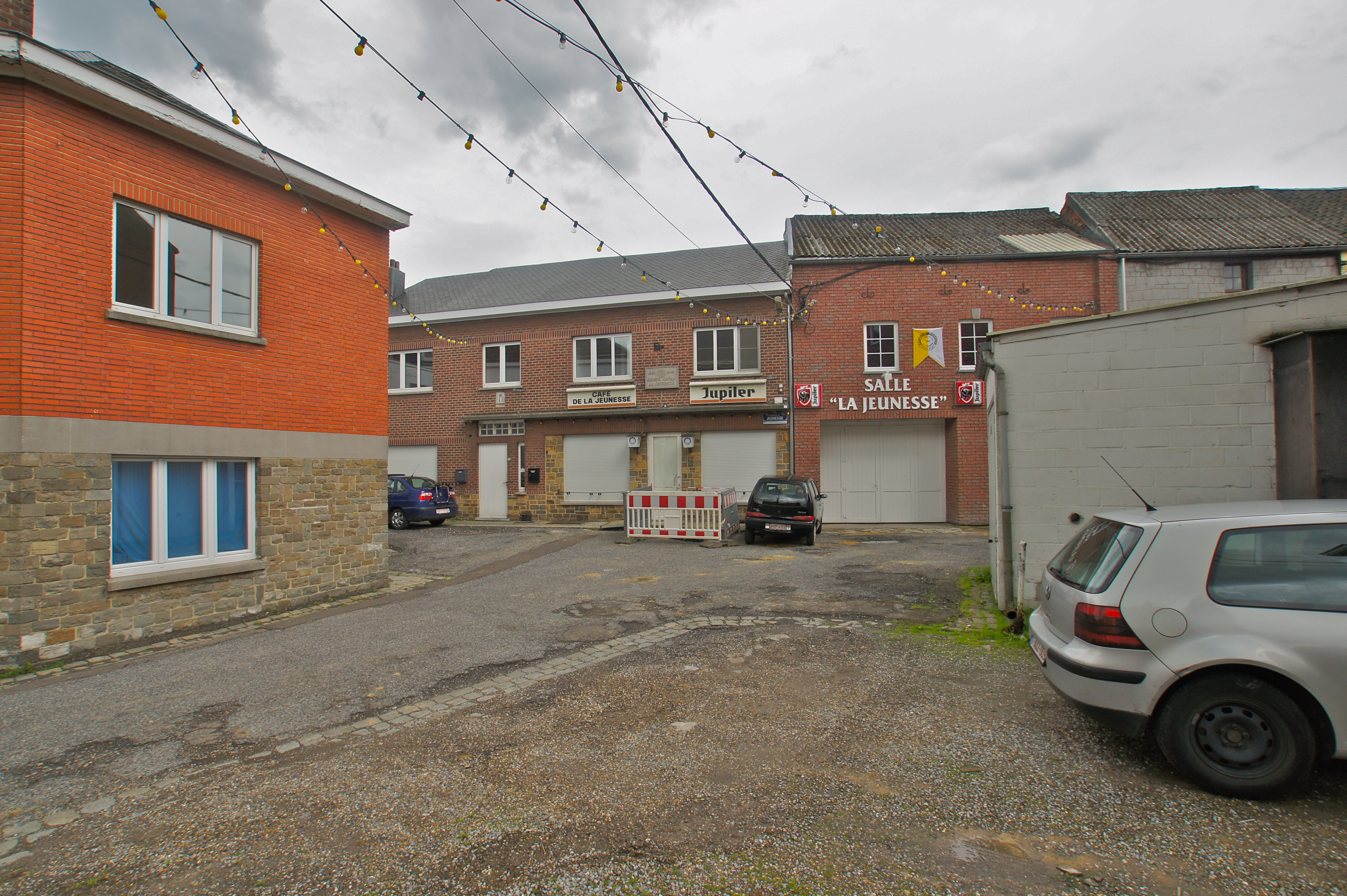
La maison de la Jeunesse.

## Vie associative
Le village de Saint-Remy est connu pour sa tradition des fêtes de la jeunesse. Deux grandes tendances y sont présentes : la Ligne Droite (mouvement laïc) et la Jeunesse (mouvement chrétien). Chacun de ces deux mouvements organise sa propre fête et ses manifestations folkloriques et culturelles.

#### Histoire
- Comté de Dalhem
- Duché de Limbourg

#### Géographie
- Pays de Herve
- Entre-Vesdre-et-Meuse